# Leucogonia
Leucogonia é um gênero de traça pertencente à família Arctiidae.